# نسيبة لغواطي
نسيبة لغواطي (مواليد 23 يناير 1976) هي لاعبة كرة قدم جزائرية سابقة ومدربة. لعبت في خط الوسط وكانت عضوًا في المنتخب الوطني الجزائري للسيدات.

## المسيرة الكروية
لعبت مع مركز بورصة الجزائر وأفاق غليزان في الجزائر. وهي لاعبة ومدربة.

## المسيرة الدولية
شاركت مع منتخب الجزائر على المستوى الأول خلال بطولة إفريقيا للسيدات 2006.